# Larri Passos
Larri Antônio dos Passos (Rolante, 30 de dezembro de 1957) é um técnico e ex-tenista brasileiro, que ficou conhecido por ser o técnico de Gustavo Kuerten.

## Trajetória esportiva
Começou a praticar o tênis em Novo Hamburgo, no estado do Rio Grande do Sul, mas desde cedo mostrou que sua habilidade era maior como treinador do que como atleta. Ainda adolescente começou a ministrar aulas e, em 1975, já era responsável pela escolinha da Sociedade Aliança de Novo Hamburgo.
Em 1983 formou-se em educação física pela Universidade Feevale e se mudou para Camboriú, em Santa Catarina. Seu primeiro trabalho como treinador profissional foi em 1986, com Marcus Vinícius Barbosa, o "Bocão", um dos mais talentosos juvenis da época. Quatro anos depois, iniciou um projeto de escolinhas de tênis, primeiro em Gaspar, e depois em Florianópolis; finalmente, abriu sua própria academia, em Camboriú.

### Era Guga[2]
Em 1990, Larri Passos tornou-se o treinador de um jovem promissor, o catarinense Gustavo Kuerten que, ao lado de Larri, tornou-se um dos maiores tenistas da história do Brasil. Ainda juvenil, em 1994, Guga foi campeão da Copa Gerdau de Tênis, em Porto Alegre, e chegou à decisão do Orange Bowl.
Em 1997, ano em que Gustavo Kuerten  venceu seu primeiro Torneio de Roland Garros, Larri Passos recebeu o prêmio de melhor treinador do ano pela imprensa italiana. Parceiros, Guga e Passos chegaram ao topo do ranking mundial e totalizaram mais de 20 títulos de grande importância internacional.
No início de 2005, Gustavo Kuerten anunciou que Larri não seria mais seu técnico. Após um ano e meio, em 2006, Larri anunciou que trabalharia de novo com Gustavo Kuerten, assim sendo até o último torneio de Kuerten.

### Pós Guga
Larri treinou algumas tenistas promissoras da WTA, como a austríaca Tamira Paszek e a veterana eslovaca Daniela Hantuchova. Também treinou Marcos Daniel e Thomaz Bellucci em 2011, até que Thomaz desistiu da parceria em decorrência dos maus resultados.
Larri treinou ainda Tiago Fernandes, jogador brasileiro que ganhou o Australian Open juvenil, e que anunciou aposentadoria do tênis aos 21 anos, em 2014, além de Bia Haddad Maia, vice-campeã juvenil de duplas femininas de Roland Garros de 2012, e que também trocou de treinador em 2014.
Atualmente ele também mantém o Instituto Larri Passos, um centro de excelência em treinamento do esporte.